# Carnedd Moel-siabod
Carnedd Moel-siabod är ett berg i Storbritannien.   Det ligger i kommunen Conwy och riksdelen Wales, i den södra delen av landet, 300 km nordväst om huvudstaden London. Toppen på Carnedd Moel-siabod är 872 meter över havet.
Terrängen runt Carnedd Moel-siabod är huvudsakligen kuperad.Runt Carnedd Moel-siabod är det ganska tätbefolkat, med 60 invånare per kvadratkilometer. Närmaste större samhälle är Blaenau-Ffestiniog, 8,0 km söder om Carnedd Moel-siabod. Trakten runt Carnedd Moel-siabod består i huvudsak av gräsmarker.